# In Your Eyes (bài hát của Kylie Minogue)
"In Your Eyes" là một bài hát pop-dance của nữ ca sĩ người Úc Kylie Minogue do Minogue, Richard Stannard, Julian Gallagher và Ash Howe viết. Nó được sản xuất bởi Stannard và Gallagher, và nhận được giới chuyên môn đánh giá cao khi nó được chọn làm đĩa đơn thứ 2 từ album thứ 8 của Minogue, Fever phát hành vào đầu năm 2002.
Đĩa đơn chiếm vị trí đầu bảng tại Úc, đĩa đơn thứ 2 liên tiếp của Minogue quán quân tại bảng xếp hạng Úc. Tại Anh, "In Your Eyes" leo lên vị trí #3, tiêu thụ được 200.000 bản và chứng nhận đĩa bạc. Nó còn rất thành công trên các bảng xếp hạng nhạc Dance - club tại đây. "In Your Eyes" đoạt 1 giải MTV Europe Music Awards năm 2002 ở hạng mục "Ca khúc nhạc Dance xuất sắc nhất".